# 모범택시 2
《모범택시 2》는 2023년 2월 17일부터 2023년 4월 15일까지 방송된 SBS 금토 드라마다.

## 기획 의도
“정의가 실종된 사회, 전화 한 통이면 오케이” 베일에 가려진 택시회사 무지개 운수와 택시기사 김도기가 억울한 피해자를 대신해 복수를 완성하는 사적 복수 대행극

## 제작
- 스튜디오 S
- 그룹에이트

## 제작진

### 연출
- 이단 : SBS 월화드라마 《그 해 우리는》(공동연출) 등 연출

- 장영석

### 극본
- 오상호

## 등장인물
- (†) 표시는 드라마 상에서 최종적으로 사망한 인물이다.

### 주요 인물
- 이제훈 : 김도기 역 - '무지개 운수' 택시기사

前 육사, 특수부대(육군 특수전사령부 707 특수임무단) 장교. 現 무지개 운수의 택시기사. 타고난 직관력과 냉철한 판단력, 그 어떤 위기 상황에서도 흔들리지 않는 담대함, 다수의 상대와 맞붙어도 결코 밀리지 않는 피지컬. 궁지에 몰렸을 때 당황하기는커녕 유머를 날리는 유연함. 눈 앞의 적을 뼛속까지 허물어뜨릴 수 있는 적재적소의 한점을 찾아내는 통찰력까지. 도기의 설계는 바로 이러한 기저에서 나온다. 김도기의 설계에 맞춰 택시회사의 멤버들이 움직인다. 그리고 도기 자신도 설계에 최적화된 인물로 바꿔버린다. 상대를 완벽하게 무너뜨리기 위해 도기는 주저 없이 모든 장르를 넘나든다. 도기의 설계에 따라 모든 판이 바뀐다. 그는 차갑게 따뜻하고 매혹적이면서 치명적이다. 의뢰가 없을 때의 도기는 같은 사람이라고 생각하기 믿기 힘들 정도로 다른 사람이 된다. 도기의 마음 속을 끊임없이 괴롭히던 어머니를 죽인 살인마의 복수는 끝을 보았지만, 아픔은 한 순간에 치유되지 않았다. 아직도 어머니의 마지막 순간을 떠올리게 하는 휘슬소리에 현실은 악몽이 된다.
하지만 도기 옆에는 자기 안의 깊은 터널을 빠져나오게 해 준 소중한 사람들이 있다. 바로 무지개 운수 식구들. 그들이 있기에 도기는 오늘도 택시미터기를 켜고 운행을 시작한다.
- 김의성 : 장성철 역 - '무지개 운수'의 대표, 범죄 피해자 지원센터 '파랑새 재단' 대표.

택시회사 무지개 운수 대표이자 파랑새 지원센터 회장. 택시회사를 운영하는 지역 유지였던 부모님 덕분에 유복한 가정에서 자랐다. 어느 날, 부모님이 나이 든 사람과 약자만 노리던 연쇄살인범 오철영에 의해 살해당하는 비극을 겪는다. 장 대표의 법에 대한 불신은 거기서부터 비롯되기 시작했다. 아버지의 택시회사를 운영하는 한 편, 파랑새 지원센터라는 범죄 피해자 재단을 통해 자신과 같은 상처와 아픔을 가진 사람들을 돕는 데 힘쓴다. 파랑새 지원센터에서 끊임없이 범죄 피해자들의 울분과 억울함을 목격하게 되면서 장 대표는 이 사회의 법망에 생각보다 많은 구멍이 나 있고, 그 구멍을 활용하는 놈들이 있다는 것을 수도 없이 적나라하게 느낀다. 누군가는 그 구멍을 막아야 한다... 손가락질을 받더라도. 그 때부터 장 대표는 택시회사 안에 아주 특별한 또 다른 택시회사를 만들고 특별한 일을 수행하기 위해 사람들을 모은다. 대외적으로는 파랑새 지원센터의 회장으로 활동하고, 피해자들을 위해 후원도 많이 하는 한편으로 공권력의 사각지대에서 불법을 저지르는 이들을 단죄하는 무지개 택시회사를 진두지휘한다.
자상하고 사교적이며 어떤 누구와도 친해질 수 있는 친화력. 그는 깊은 상처를 입고 아파하는 이들에게 누구보다 가까이 다가가 누구보다 따뜻하게 그를 보듬고 위로해줄 줄 아는 인물이다.
- 표예진 : 안고은 역 - '무지개 운수'의 경리과 직원

자칭 IT 전문가, 타칭 해커. 꿈 많은 평범한 고등학생이었다. 각별했던 친언니가 스스로 목숨을 끊기 전까진. 고은은 캐나다로 이민 가자는 부모님을 따라가지 않았다. 방 안에 틀어박혀 컴퓨터 해킹 기술들을 익혔다.어느 날, 찾아온 파랑새 지원센터 대표이자 부모님의 친구인 장 대표의 스카웃 제의를 받아 모범택시 멤버로 합류한다. 언니를 죽음으로 몰아갔던 유데이터 일당에 대한 복수를 끝낸 후, 고은은 조금 더 성숙해졌다. 경찰 시험에 단 번에 합격하여 경찰서 정보과에 취직, 고은은 무지개 운수를 잠시 떠난다. 그런데, 오히려 떠나고 보니 의문이 든다. "도움이 필요한 사람이 눈 앞에 있는데 그냥 참고 있으면.. 우린 왜 거기에 앉아 있는 거죠?"
- 장혁진 : 최 주임 역 - 이름 최경구, '무지개 운수' 정비실 엔지니어.

자동차 기업 신차 개발팀 선임 연구원 출신으로 현재 무지개 운수 정비실을 책임지고 있는 최경구 주임. 몸은 쉬어도 절대 입은 쉴 수 없는 전형적인 외유구강형. 무지개 택시회사에서 그의 업무는 일반택시 정비. 모범택시 운행이 시작되면 도기를 백업한다. 일이 없을 땐 모범택시를 업그레이드 시킬 발명품을 개발하며 본인만 '무지개 운수 브레인'이라고 생각하고 있다. 무지개 운수에 경찰이 들이닥치자 장대표는 최주임을 해고했다. 그 후 다시 신차 개발팀으로 돌아가 잘 지내고 있는 것 같았다. 그런데 요즘 가끔 서글퍼진다. 나.. 갱년기인가?
- 배유람 : 박 주임 역 - 이름 박진언, '무지개 운수' 정비실 엔지니어.

유명 항공사 항공기 정비원 출신으로 똥차를 스포츠카로 만들 수 있는 뛰어난 손기술을 지닌 한국의 맥가이버. 여기저기 간섭하고 다니는 최 주임의 전담 추노꾼. 박주임 역시 주임이지만 과묵한 성격 탓에 정비, 수리, 세차, 운전.. 등등 온갖 일은 다 하면서도 티가 안 난다. 언제까지나 모범택시 멤버들과 함께라면 비록 모든 공이 전부 최 주임에게 돌아가도 괜찮다. 최 주임이 옆에서 떠들던 말던, 개의치 않고 묵묵히 자기 일에 매진한다. 역시 장 대표에 의해 해고된 후 로켓 개발팀에 입사, 6차 발사체 성공 후 러시아로 발령난다. 반가운 일이기도 한데 왠지 모르게 발걸음이 떨어지질 않는다.
- 신재하 : 온하준 역 † - '금사회' 실장

'무지개 운수'에 새롭게 취직한 신입 일반 택시기사. 싹싹하고 해맑은 성격과 귀여운 외모 덕에 도기를 비롯한 동료들에게도 호감을 산다. 회사 근처 도기 집 아래로 이사올 만큼 열정적인 하준. 그러나 열정만큼 일은 쉽지 않다. 운행에 나갔다하면 사고를 치던 하준은 어느 날, 우연히 지하 정비실로 들어가는 비밀 통로를 발견하게 되는데...

### 그 외 인물
- 박호산 외 다수 : 무지개 택시를 쫓는 의문의 사람 (들) (금사회)

모범택시가 운행을 하던 도중, 사건의 악인이 누군가 쏜 총을 맞은 채 사망하는 사건이 발생한다. 이상한 낌새를 느낀 도기와 장 대표가 총을 쏜 자를 추격하지만 역부족이다. 이 와중에 또 한 번 비슷한 의문사가 발생하는데...
혹시나 무지개 택시의 비밀스러운 운행을 누군가 눈치 챈 것일까? 그렇다면 무지개 택시를 뒤쫓고 있는 자, 누구일까?
그런데, 그 자는 혼자가 아닐 지도 모른다.
- 장원혁 : 조주혁 역, 유준홍 : 최진우 역, 임현태 : 김영민 역 - 불법 성착취물 공유방을 운영한 일당. (1회)

1심에서 징역 3년을 선고 받은 후 2심에서 전관예우 변호사를 써서 집행유예를 받을 것으로 보였지만, 탈옥을 빙자한 무지개 운수 일행의 함정에 제대로 걸려 탈옥, 교도관 폭행 및 무기 탈취 혐의까지 가중되어 계속 감옥에서 썩게 된다.
- 조지안 : 이동재 역 - 천금 인터내셔널에 속아 납치당한 피해자. (1~2회)

- 최원 : 이준범 역 - 이동재의 아버지이자 모범택시의 의뢰인. (1~2회)

동재가 실종되고 나서 모든 수단을 동원해 찾아다녔지만, 절망적인 현실을 견디지 못하고 한강에서 투신 자살을 시도하려다 난간 바닥에 붙어 있던 무지개 운수의 전화번호를 발견하고 간절한 마음으로 의뢰를 한다.
- 박성근 : 김형섭 역 † - 서울 동북경찰서 강력팀 반장이었으나 실상은 천금 인터내셔널의 회장. (1~2회)

- 윤석현 : 상만 역 - 천금 인터내셔널 불법 도박 프로그램 개발 지부의 관리자. (1~2회)

- 이규호 : 권두식 역 - 천금 인터내셔널 불법 도박 프로그램 개발 지부의 보스. (1~2회)

- 김정훈 : 가이드 역 - 천금 인터내셔널 베트남 지부의 가이드. (1~2회)

- 이은주 : 조은혜 역 - 서울 동북경찰서 정보관리과 과장. (1~2회)

- 미상 : 저격수 역

- 미상 : 박주영 역 - 육군 특수전사령부 707 특수임무단 대테러지역대대 중대장. (3회)

- 변중희 : 이임순 역 - 유상기 일당에게 속아 사기를 당한 피해자이자 모범택시의 의뢰인. (3~4회)

- 신강균 : 이덕구 역 (3~4회)

- 고상호 : 유상기 역 - 노인만을 노리는 전문 사기꾼. (3~4회)

- 강영택 : 상추 (이동근) 역 - 유상기와 사기를 치는 일당 중 한 명. (3~4회)

- 유동훈 : 부추 (구재승) 역 - 유상기와 사기를 치는 일당 중 한 명. (3~4회)

- 이광훈 : 용칠 역 - 폰팔이, 대포폰 업자. (3~4회)

- 우상전 : 노인 역 (3~4회)

- 안채흠 : 황서연 역 - 아동 학대 피해자이자 모범택시의 의뢰인. 잃어버린 동생 소망이를 찾고 있다. (5~6회)

- 권나현 : 박소망 역 - 아동 학대 피해자 (5~6회)

- 김도윤 : 강필승 역 † - 필 부동산 컨설팅 대표. (5~6회)

- 안성봉 : 최 비서 역 - 강필승의 심복. (5~6회)

- 미상 : 박 원장 역 - 꿈 나비 보육원장. (5~6회)

- 정영기 : 박준빈 역 - 필 부동산 컨설팅 과장. (5~6회)

- 옥윤중 : 임 대리 역 - 필 부동산 컨설팅 대리. (5~6회)

- 미상 : 황서연의 양부 역 (5~6회)

- 미상 : 황서연의 양모 역 (5~6회)

- 박부건 : 박창범 역 (7회)

- 김은비 : 이진희 역 - 모범택시의 의뢰인. 순백교에 빼앗긴 언니를 구하기 위해 무지개 운수를 찾아간다. (7~8회)

- 정지우 : 이진선 역 - 이진희의 언니. 백혈병에 걸려 치료를 받다 순백교에 현혹당해 모든 약을 끊고 치료를 거부한다. (7~8회)

- 안상우 : 옥주만 역 - 순백교 교주. (7~8회)

- 서지수 : 순백교 일당 중 한 명이자 옥주만의 연인 역 (7~8회)

- 박종환 : 박현조 역 † - 금사회의 간부이자 서울경찰청 총경, Black Sun의 진짜 사장

- 이항나 : 안영숙 역 - 제일 착한 병원 원장 (9~10회)

- 정기섭 : 한재덕 역 - 모범택시의 의뢰인, 수련의 아버지, 의료사고로 딸이 혼수상태에 빠져 병원 앞에서 1인시위를 하고 있다. (9~10회)
- 강설 : 한수련 역 - 한재덕의 딸, 육상선수였지만 안영숙에게 수술을 받는 도중 사고로 깨어나지 못하고 중환자실에 입원했다. (9~10회)
- 김재민 : 공수호 역 - 메디토피아 의료영업팀 과장 (9~10회)
- 이하주 : 간호사 역
- 김채은 : 윈디 역 - 클럽 Black Sun의 MD
- 이달 : 민종선 역 - 클럽 Black Sun의 가드장
- 백수장 : 김용민 역 - 모범택시의 의뢰인. 전 한백일보 기자. Black Sun에 의해 누명을 쓰고 기자를 그만두게 되지만 끝까지 진실을 놓지 않는 인물.
- 전광진 : 장진호 역 - 정삼경찰서 강력계 경사. Black Sun의 뒤를 봐 주는 비리 경찰.
- 전운종 : 조민건 역 - 정삼경찰서 강력계 경장. Black Sun의 뒤를 봐 주는 비리 경찰.
- 장인섭 : 최성은 역 † - 정삼경찰서 강력계 형사. 클럽 Black Sun의 마약 유통 관련 사건을 조사하다가 자살로 위장한 살해를 당한다.
- 문재원 : 유문현 역 - Black Sun의 조판장.
- 유지연 : 양 사모 (홍미경) 역 - Yin 사모
- 박호산 : 박민건(교구장) 역 †
- 미상 : 클럽 직원 역
- 미상 : VIP 손님 역
- 미상 : 선배 가드 역
- 권은빈 : 취한 여성 손님 역
- 미상 : 청바지 입은 여자 역
- 전준호
- 김창환 : 이시완 역
- 이요성 : 온하준의 아버지 역

### 특별 출연
- 이영애 : 복수 대행 서비스 안내 목소리 역
- 심소영 : 림복자 역 (1~2회)
- 유승목 : 조진우 역 (9회)
- 남궁민 : 천지훈 변호사 역 (9회)
- 고건한 : 빅터 역 (11~14회)
- 김소연 : 모범택시 1호 기사 역 (16회 최종)
- 문채원 : 오미서 역 (16회 최종)

## 시청률
최저 시청률과 최고 시청률은 시청률 조사회사와 지역별로 시청률에 차이가 있을 수 있습니다.
| 2023년 | 2023년   | 2023년         | 2023년         | 2023년       | 2023년 |
| 회차   | 방송일   | TNmS 시청률    | AGB 시청률     | AGB 시청률   |        |
| 회차   | 방송일   | 대한민국(전국) | 대한민국(전국) | 서울(수도권) |        |
| ------ | -------- | -------------- | -------------- | ------------ | ------ |
| 스페셜 | 2월 16일 | 3.2%           | 3.6%           | 4.4%         |        |
| 제1회  | 2월 17일 | 10.4%          | 12.1%          | 12.8%        |        |
| 제2회  | 2월 18일 | -              | 10.3%          | 10.9%        |        |
| 제3회  | 2월 24일 | 10.5%          | 13.2%          | 14.2%        |        |
| 제4회  | 2월 25일 | 10.7%          | 11.3%          | 11.7%        |        |
| 제5회  | 3월 3일  | -              | 14.7%          | 16.3%        |        |
| 스페셜 | 3월 4일  | 4.8%           | 3.6%           | 3.6%         |        |
| 제6회  | 3월 11일 | 12.4%          | 14.4%          | 15.5%        |        |
| 제7회  | 3월 17일 | 11.8%          | 13.0%          | 13.7%        |        |
| 제8회  | 3월 18일 | -              | 16.0%          | 17.0%        |        |
| 제9회  | 3월 24일 | 11.6%          | 13.4%          | 14.1%        |        |
| 제10회 | 3월 25일 | 11.8%          | 17.7%          | 18.1%        |        |
| 제11회 | 3월 31일 | 11.4%          | 14.5%          | 15.5%        |        |
| 제12회 | 4월 1일  | 13.8%          | 18.3%          | 19.4%        |        |
| 제13회 | 4월 7일  | 13.0%          | 16.1%          | 17.4%        |        |
| 제14회 | 4월 8일  | 16.7%          | 18.3%          | 19.4%        |        |
| 제15회 | 4월 14일 | 11.9%          | 15.7%          | 16.0%        |        |
| 제16회 | 4월 15일 | -              | 21.0%          | 21.8%        |        |
| 스페셜 | 4월 21일 | 5.2%           | 5.2%           | 5.8%         |        |

## OST
- Part.1 : 하현우 -〈Fighter〉(2023.02.18)
- Part.2 : 카더가든 -〈휴게소〉(2023.02.25)
- Part.3 : Zeenan -〈Born this way〉(2023.03.04)
- Part.4 : 엔플라잉 -〈아름다운 밤〉(2023.03.10)
- Part.5 : 강아솔 -〈진심〉(2023.03.18)
- Part.6 : 강승윤 -〈Face to face〉(2023.03.25)
- Part.7 : 유미 -〈I Can Hear You〉(2023.04.01)
- Part.8 : 임단우 -〈Get In The Fire〉(2023.04.08)

## 수상 목록
- 2023년 SBS 연기대상 여자 청소년 연기상 (안채흠)
- 2023년 SBS 연기대상 신스틸러상 (고상호)
- 2023년 SBS 연기대상 신스틸러상 (변중희)
- 2023년 SBS 연기대상 네티즌이 뽑은 2023 최고의 작품상 (모범택시 2)
- 2023년 SBS 연기대상 시즌제 드라마 부문 남자 조연상 (배유람)
- 2023년 SBS 연기대상 시즌제 드라마 부문 남자 조연상 (장혁진)
- 2023년 SBS 연기대상 시즌제 드라마 부문 남자 우수 연기상 (신재하)
- 2023년 SBS 연기대상 시즌제 드라마 부문 여자 우수 연기상 (표예진)
- 2023년 SBS 연기대상 대상 (이제훈)

## 같이 보기
- 대한민국의 텔레비전 드라마 목록 (ㅁ)
- 2023년 대한민국의 텔레비전 드라마 목록

## 참고 사항
- 본 드라마는 이전 시즌을 시청했던 수 많은 시청자들의 계속적인 요청에 따라 속편 드라마로 기획하였다.
- 이제훈과 남궁민은 SBS 금토 드라마 《스토브리그》 이후로 4년 만에 재회하는 작품이다.
- 김의성과 장혁진은 영화 《부산행》과 드라마 《모범택시》 이후 세 번째로 호흡을 맞추는 계기가 되었다.
- 이솜을 제외한 드라마 《모범택시》의 주역인 이제훈, 김의성, 표예진, 장혁진, 배유람이 다시 한 번 의기투합하게 된 작품의 계기가 되었다.
- 이규호와 남궁민은 SBS 수목 드라마 《리멤버 - 아들의 전쟁》 이후로 9년 만에 재회하는 작품이다.

## 결방 사유
- 2023년 3월 4일 : SBS 꼬리에 꼬리를 무는 모범택시 2 이야기 편성 관계로 결방.
- 2023년 3월 10일 : 2023 월드 베이스볼 클래식 B조 예선 대한민국 VS 일본 중계방송 편성 관계로 결방.